# Skandinaviens tekniska analytikers förening
Skandinaviens tekniska analytikers förening, STAF, grundades 1985 i syfte att öka kunskapen avseende teknisk analys av aktiekurser. STAF är en ideell förening för professionella användare av teknisk analys och arbetar för att utveckla och främja utbildningen i teknisk analys.
Föreningens medlemmar representerar flera av Skandinaviens investmentbanker, fondkommissionärer och andra finansiella företag. Föreningen har regelbundna möten där aspekter på trading, finansiell analys och i synnerhet teknisk analys diskuteras.